# Вяргейчик Кирило Юрійович
Кирило Юрійович Вяргейчик (біл. Кірыл Юр'евіч Вяргейчык, нар. 23 серпня 1991, Мінськ, Білорусь) — білоруський гравець у ногом'яч, нападник футбольної команди «Шахтар» з міста Солігорськ.

## Життєпис
Починав кар'єру в солігорському «Шахтарі», де його батько був напутником. Поступово став проходити в основний склад. Другу половину 2012 року провів в оренді в команді «Торпедо-БелАЗ», де постійно виходив в основі.
Після закінчення сезону 2012 повернувся в «Шахтар». У сезоні 2013 став частіше з'являтися на полі, зазвичай виходячи на заміну.
У березня 2014 року на правах оренди перейшов у брестське «Динамо», де виступав на позиції центрального або флангового нападника. У грудні того ж року повернувся в «Шахтар».